# 東難波町

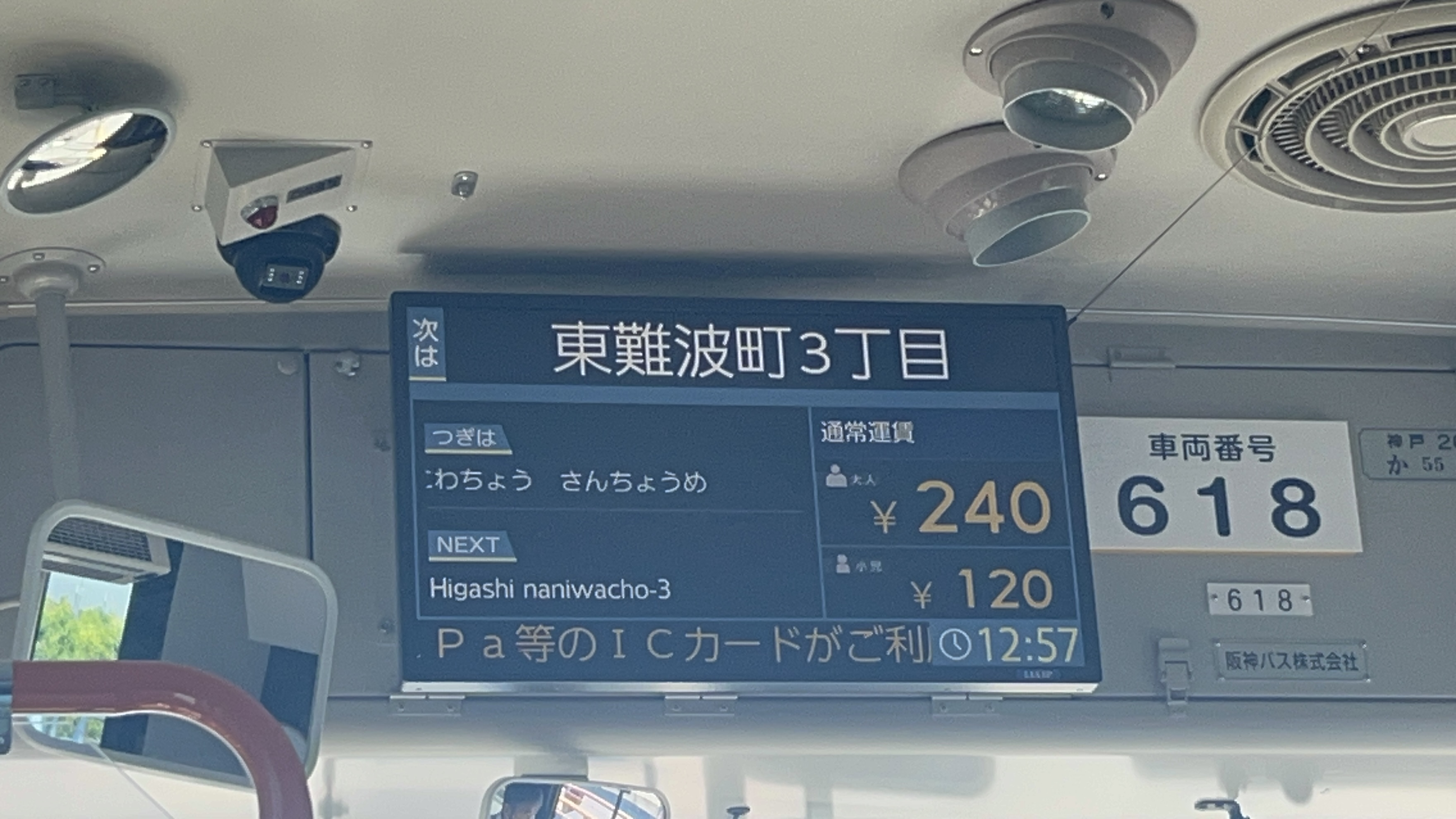
阪神バス東難波町3丁目停留所案内

東難波町（ひがしなにわちょう）は、兵庫県尼崎市にある町丁。1丁目から5丁目まである。郵便番号は660-0892。座標: 北緯34度43分19.624秒 東経135度24分58.208秒 / 北緯34.72211778度 東経135.41616889度

## 地理
東は西長洲町に接する。西は西難波町に接する。北は尾浜町、東七松町、南は昭和南と接する。

## 交通

### 鉄道
鉄道は走っていない。

### バス
| 路線名 | 業者     | 起点                       | 町内の停留所 | 終点                   |
| ------ | -------- | -------------------------- | --- | ---------------------- |
| 11     | 阪神バス | 阪急園田                   | (西長洲町)-尼崎総合文化センター-(神田中通)                                                                                       | 阪神尼崎               |
| 13     | 阪神バス | 阪急塚口                   | (尾浜町)-上下水道局前-尼崎総合医療センター-東難波町3丁目-東難波町4丁目-地方合同庁舎-昭和通-(神田中通)                            | 阪神尼崎               |
| 13-2   | 阪神バス | 阪急塚口                   | (尾浜町)-上下水道局前-尼崎総合医療センター正門前-尼崎総合医療センター-東難波町3丁目-東難波町4丁目-地方合同庁舎-昭和通-(神田中通) | 阪神尼崎               |
| 15     | 阪神バス | 阪急武庫之荘               | (西難波町)-東難波町2丁目-東難波町3丁目-東難波町4丁目-地方合同庁舎-昭和通-(神田中通)                                              | 阪神尼崎               |
| 22     | 阪神バス | 阪急園田                   | (神田中通)-尼崎総合文化センター-(西長洲町)                                                                                       | 阪神尼崎               |
| 22-2   | 阪神バス | 阪急園田                   | (尾浜町)-上下水道局前-尼崎総合医療センター-東難波町3丁目-(西長洲町)                                                              | 阪神尼崎               |
| 23     | 阪神バス | 戸ノ内                     | (神田中通)-尼崎総合文化センター-(西長洲町)                                                                                       | 阪神尼崎               |
| 31     | 阪神バス | 阪急塚口                   | (東七松町)-上下水道局前-尼崎総合医療センター-東難波町3丁目-東難波町4丁目-地方合同庁舎-昭和通-(神田中通)                          | 阪神尼崎               |
| 43     | 阪神バス | 宮ノ北団地                 | (東七松町)-上下水道局前-尼崎総合医療センター-東難波町3丁目-東難波町4丁目-地方合同庁舎-昭和通-(神田中通)                          | 阪神尼崎               |
| 43-2   | 阪神バス | 武庫営業所                 | (東七松町)-上下水道局前-尼崎総合医療センター-東難波町3丁目-東難波町4丁目-地方合同庁舎-昭和通-(神田中通)                          | 阪神尼崎               |
| 50     | 阪神バス | 阪神出屋敷                 | (東七松町)-上下水道局前-尼崎総合医療センター-東難波町3丁目-(西長洲町)                                                            | JR尼崎                 |
| 50-3   | 阪神バス | 尼崎総合医療センター正門前 | 尼崎総合医療センター正門前-尼崎総合医療センター正門前-尼崎総合医療センター-東難波町3丁目-(西長洲町)                              | JR尼崎                 |
| 55     | 阪神バス | 阪急武庫之荘               | (東七松町)-上下水道局前-尼崎総合医療センター-東難波町3丁目-(西長洲町)                                                            | JR尼崎                 |
| AD2    | 阪神バス | 阪急塚口                   | (尾浜町)-上下水道局前-尼崎総合医療センター-東難波町3丁目-東難波町4丁目-地方合同庁舎-昭和通-(神田中通)                            | 尼崎ドライブスクール前 |
| 56     | 阪急バス | 阪神尼崎                   | (神田中通)-尼崎総合文化センター-(西長洲町)                                                                                       | 阪急川西能勢口駅       |
| 57     | 阪急バス | 阪神尼崎                   | (神田中通)-尼崎総合文化センター-(西長洲町)                                                                                       | 伊丹営業所前           |

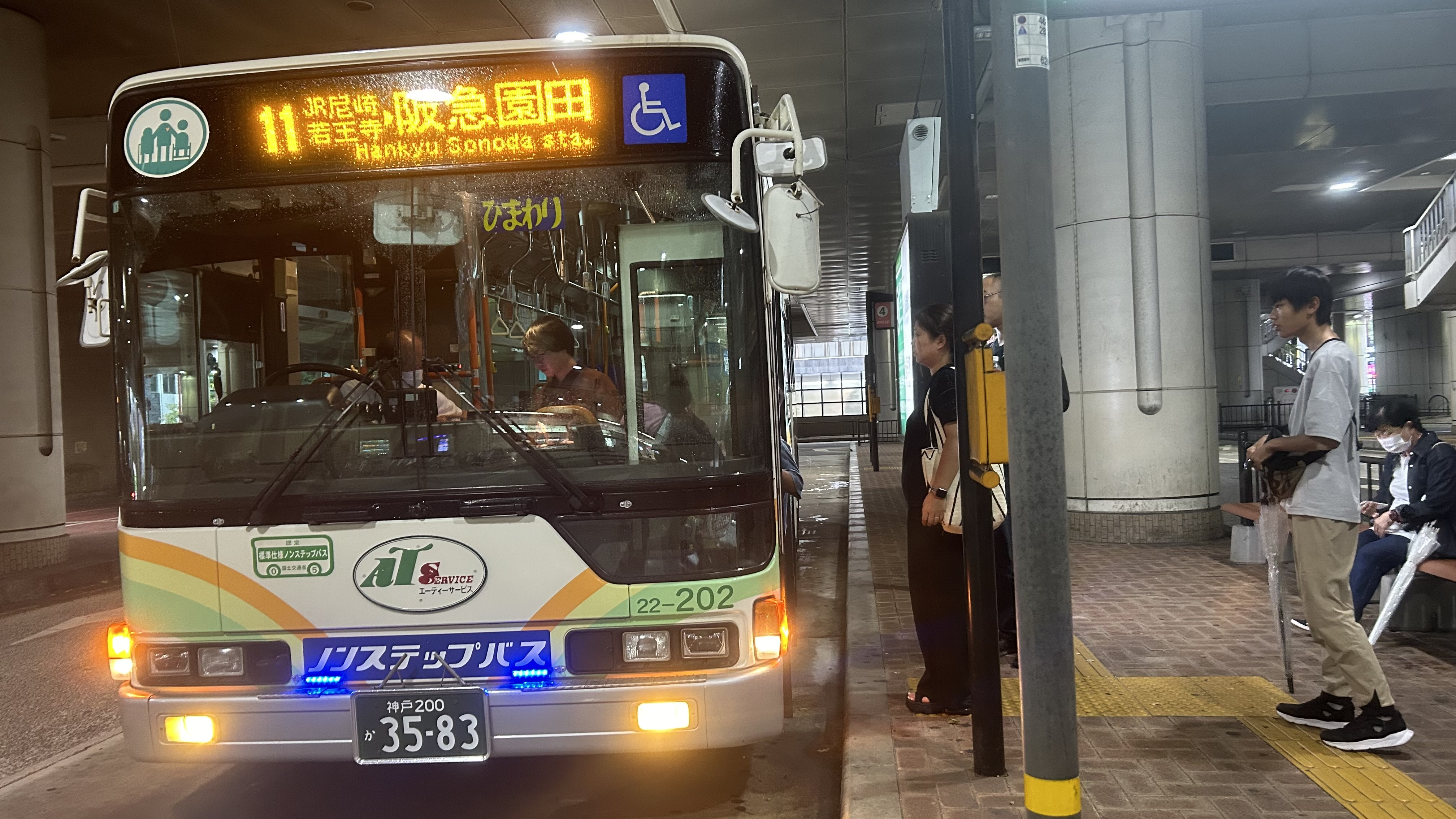
11番
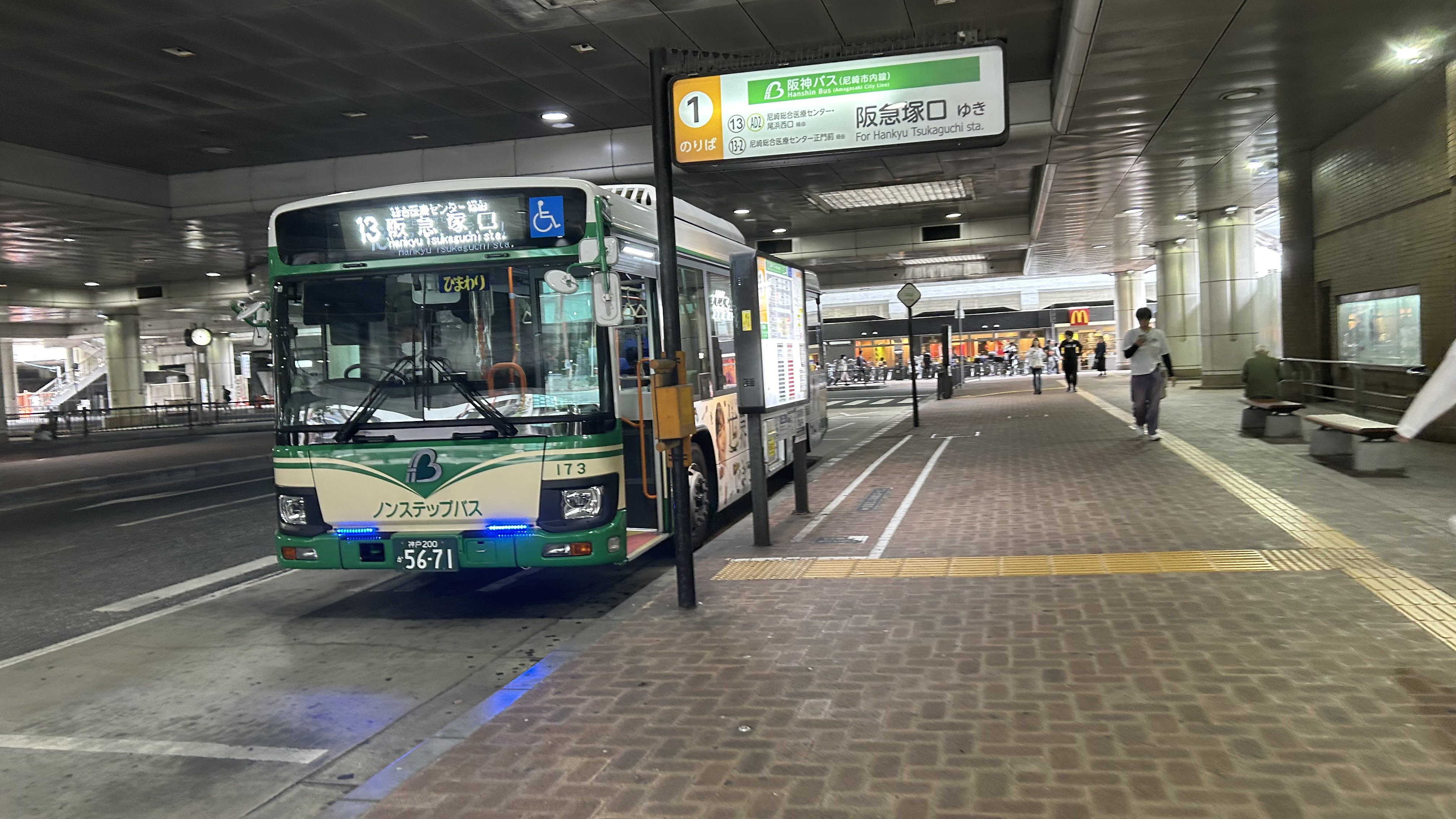
13番
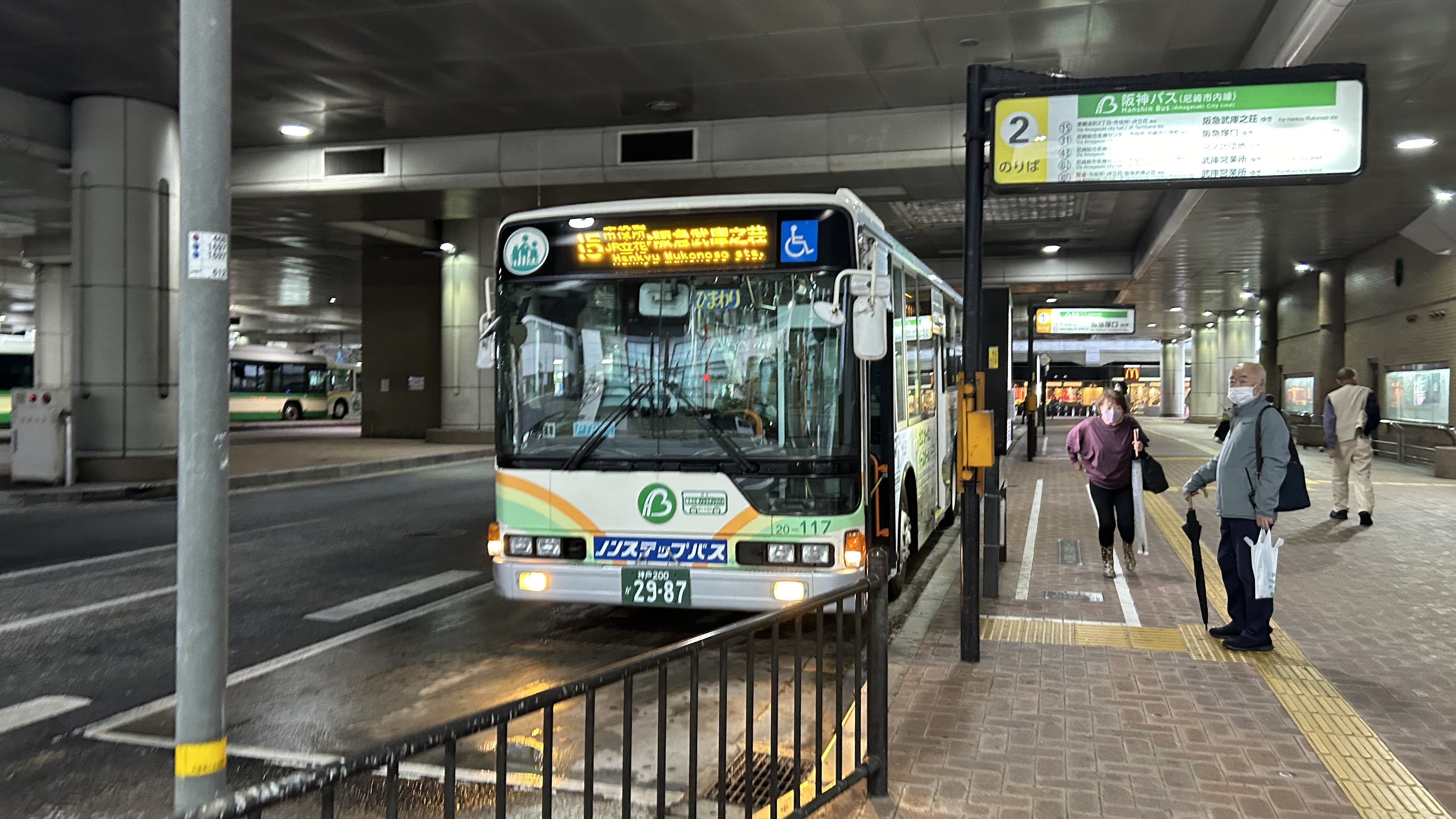
15番
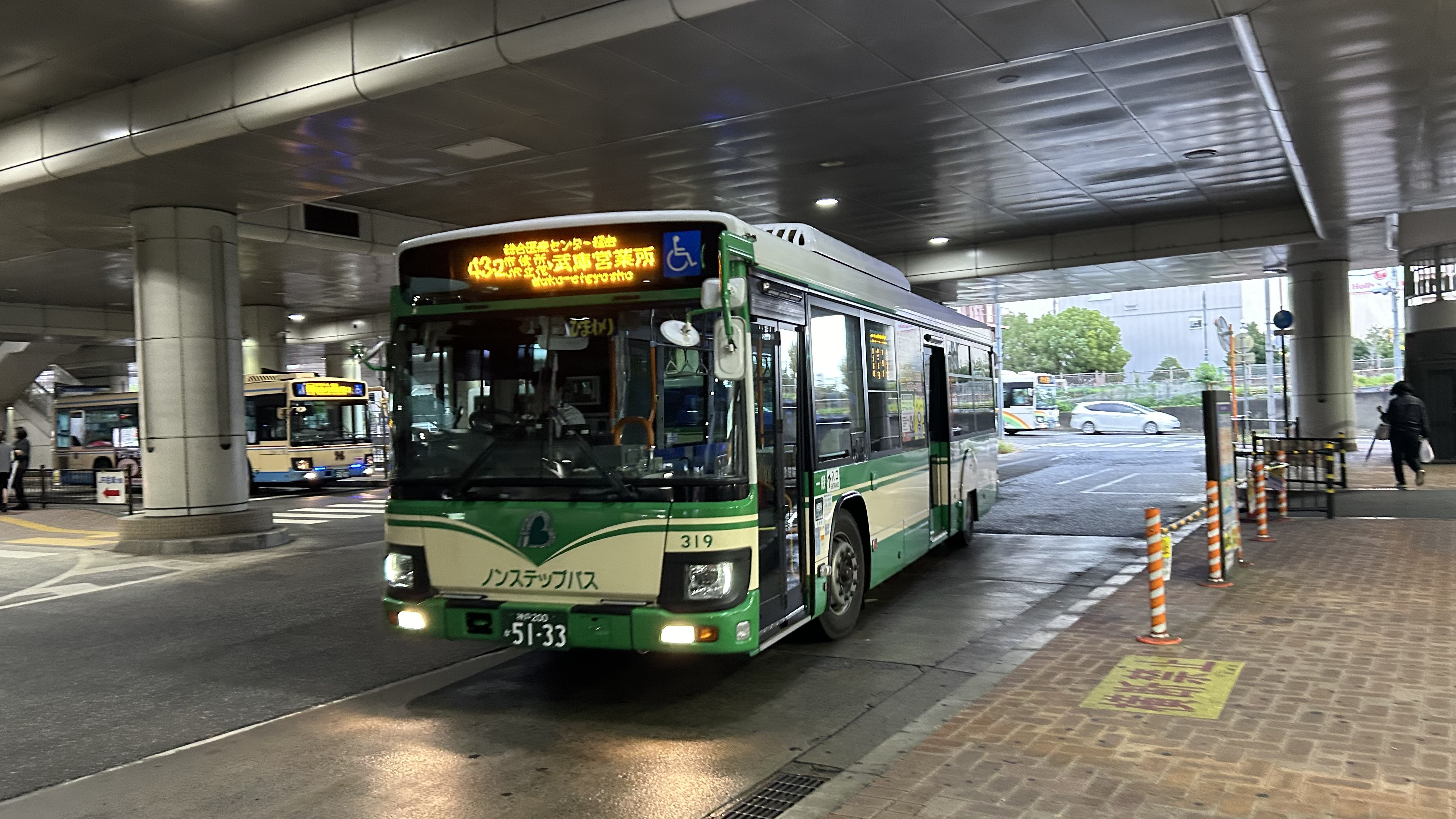
43-2番
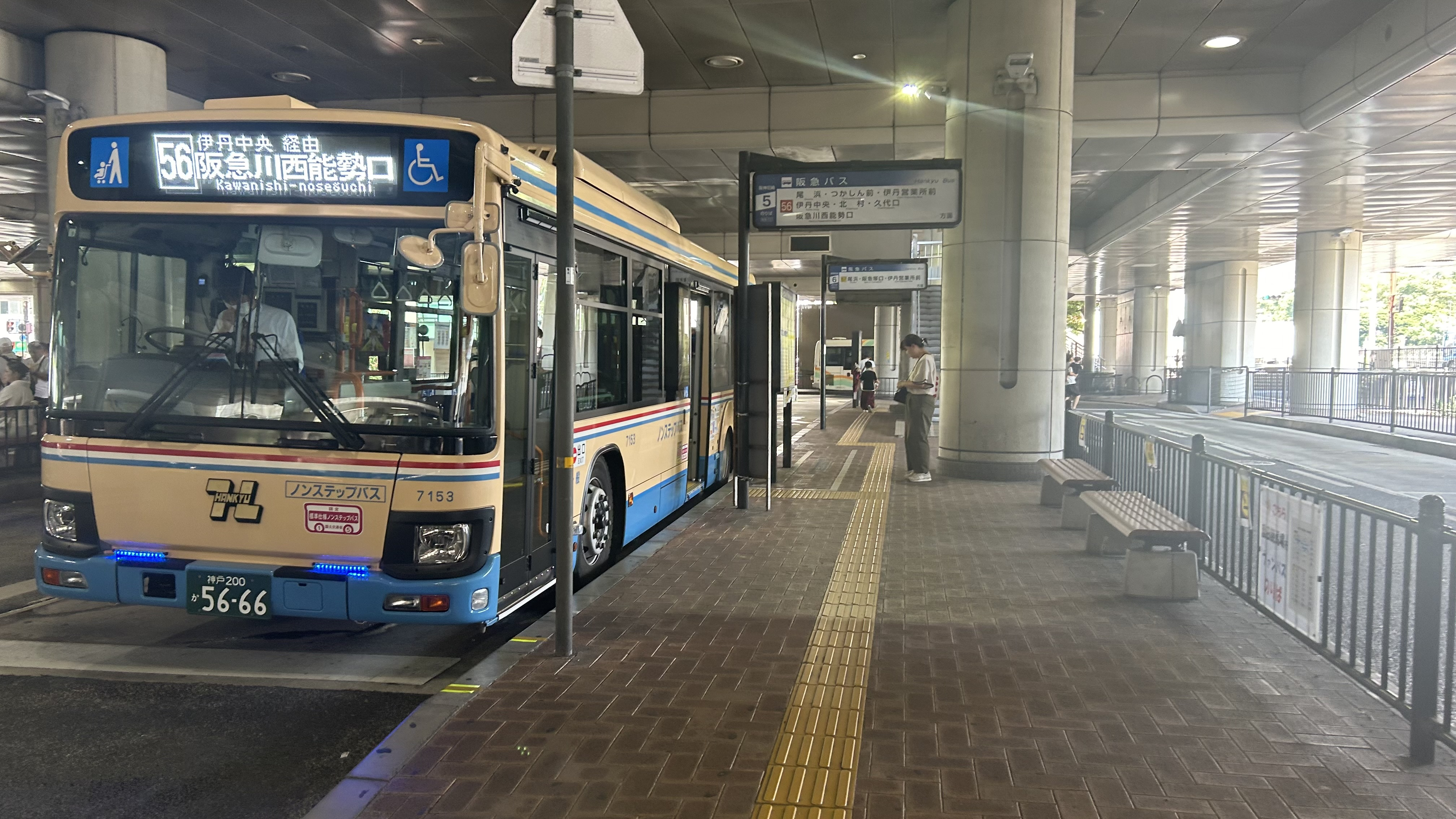
56系統
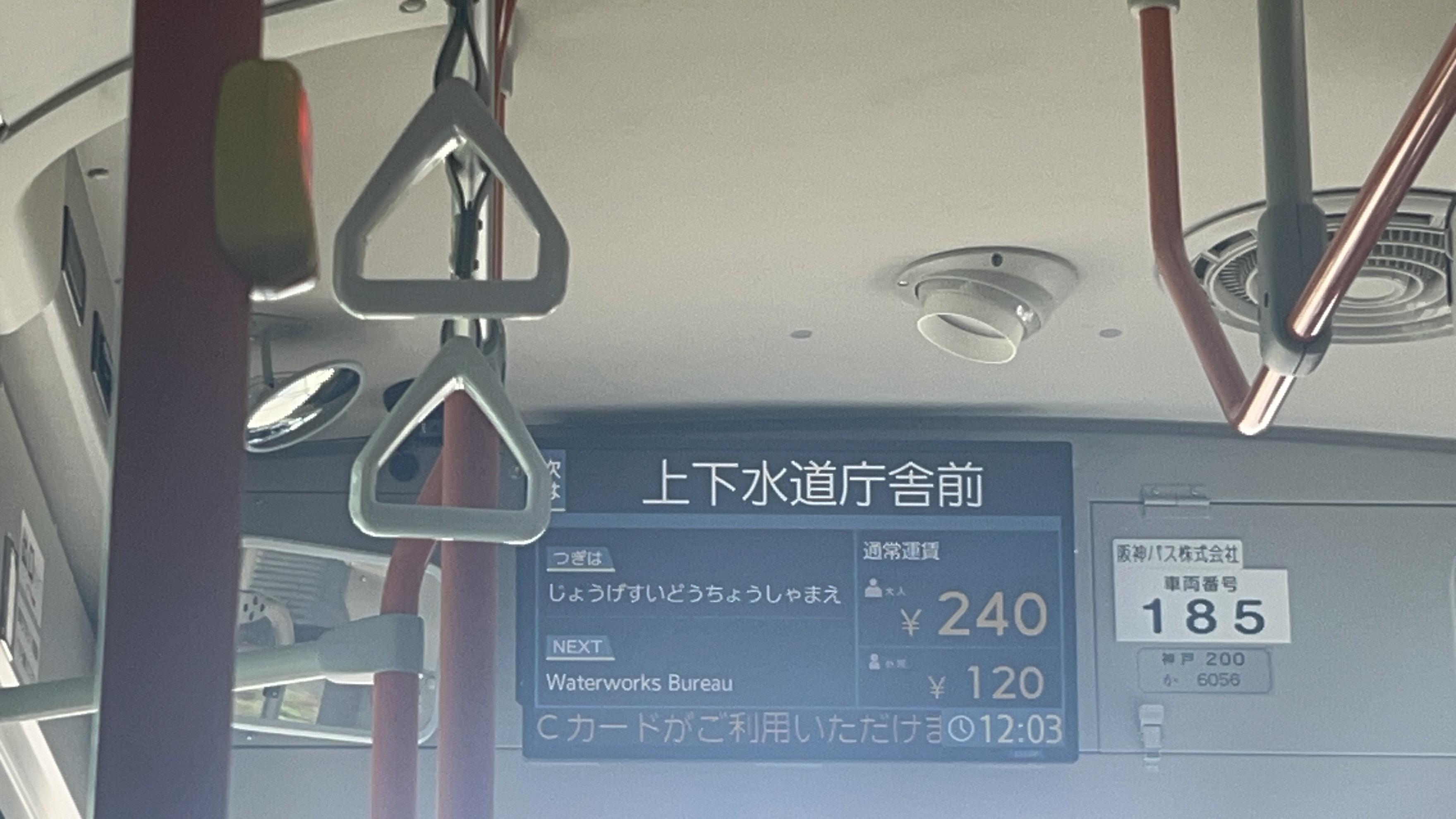
阪神バス上下水道庁舎前停留所案内
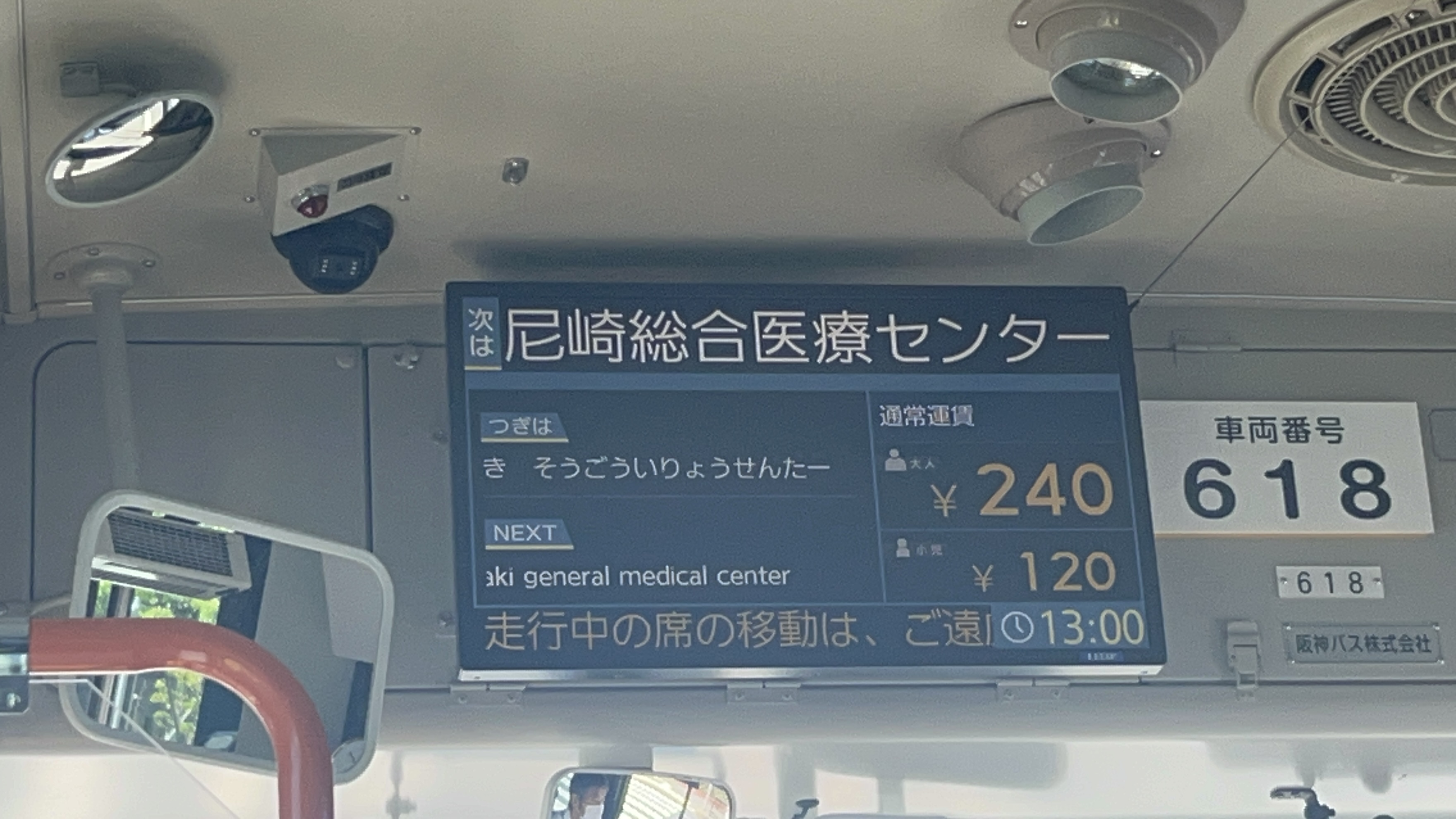
阪神バス尼崎総合医療センター停留所案内
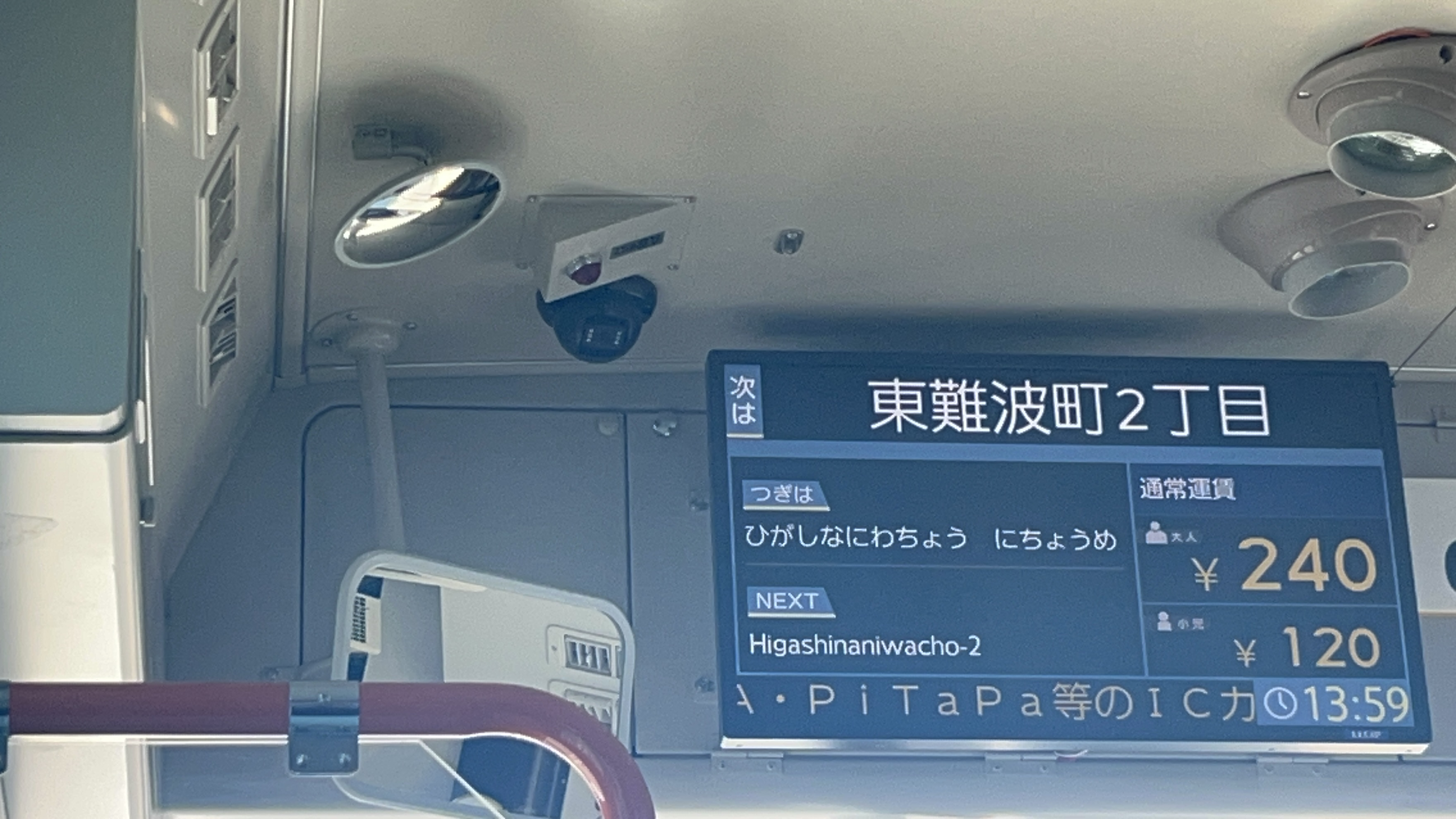
阪神バス東難波町2丁目停留所案内
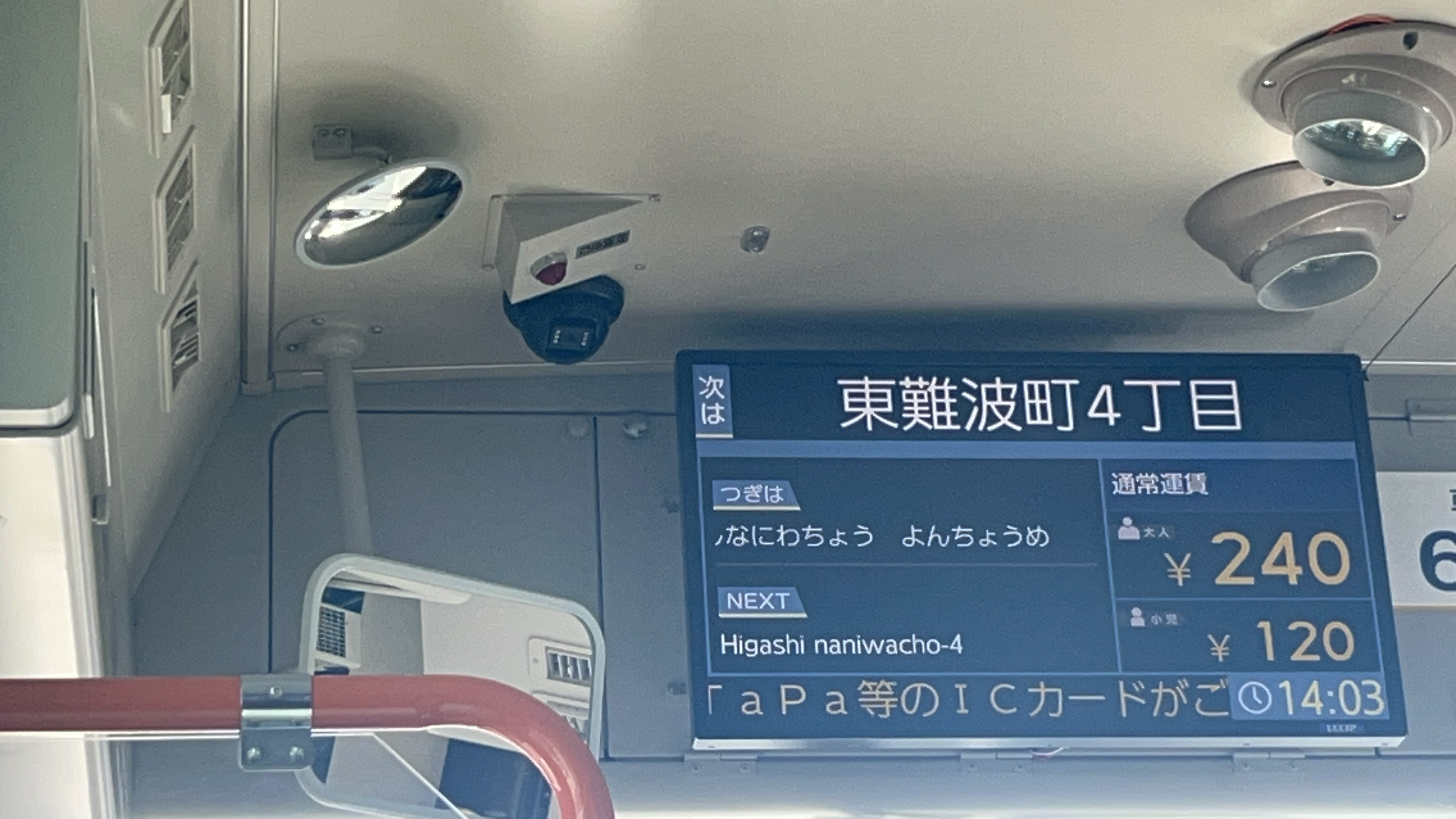
阪神バス東難波町4丁目停留所案内
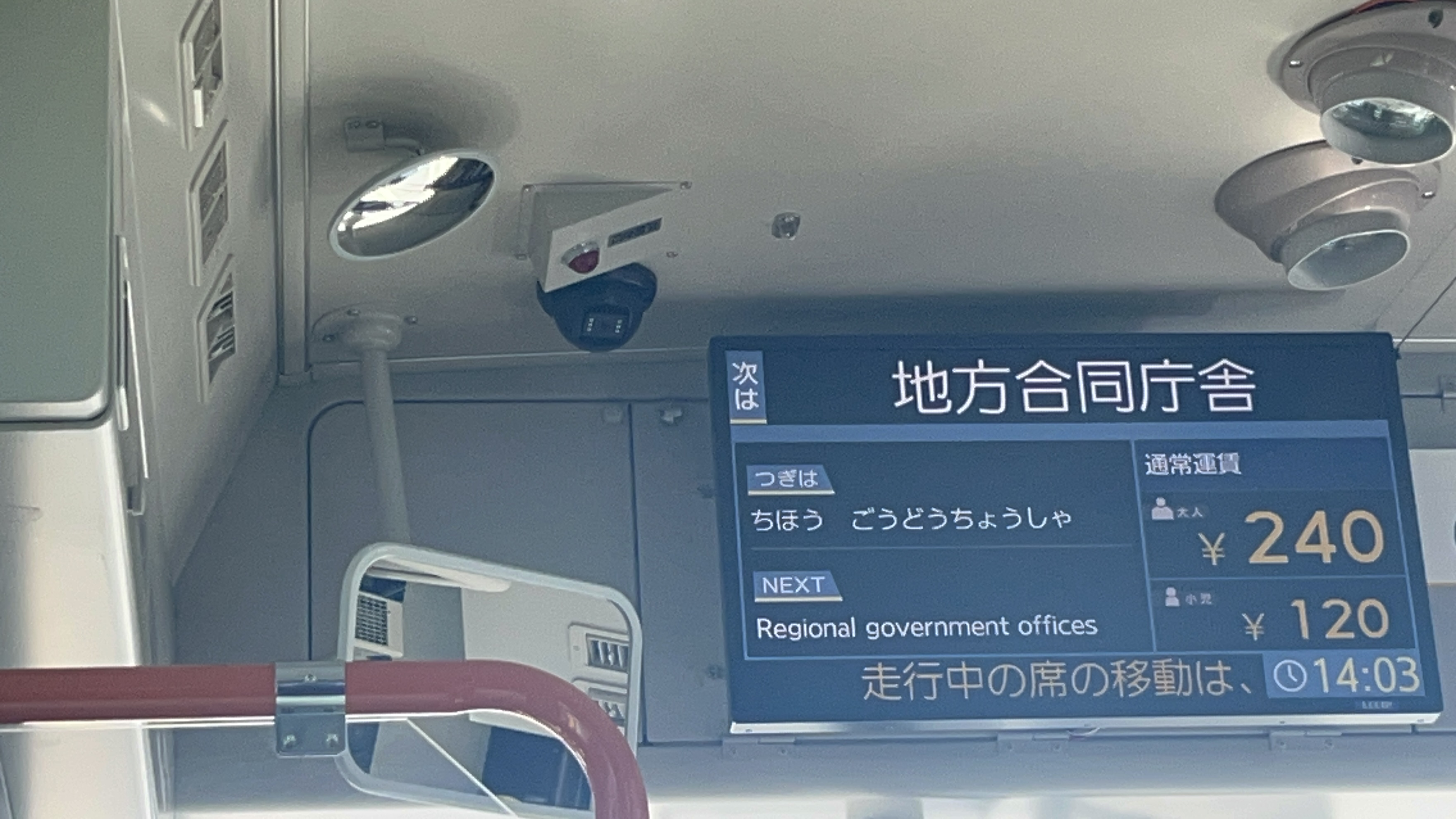
阪神バス地方合同庁舎停留所案内
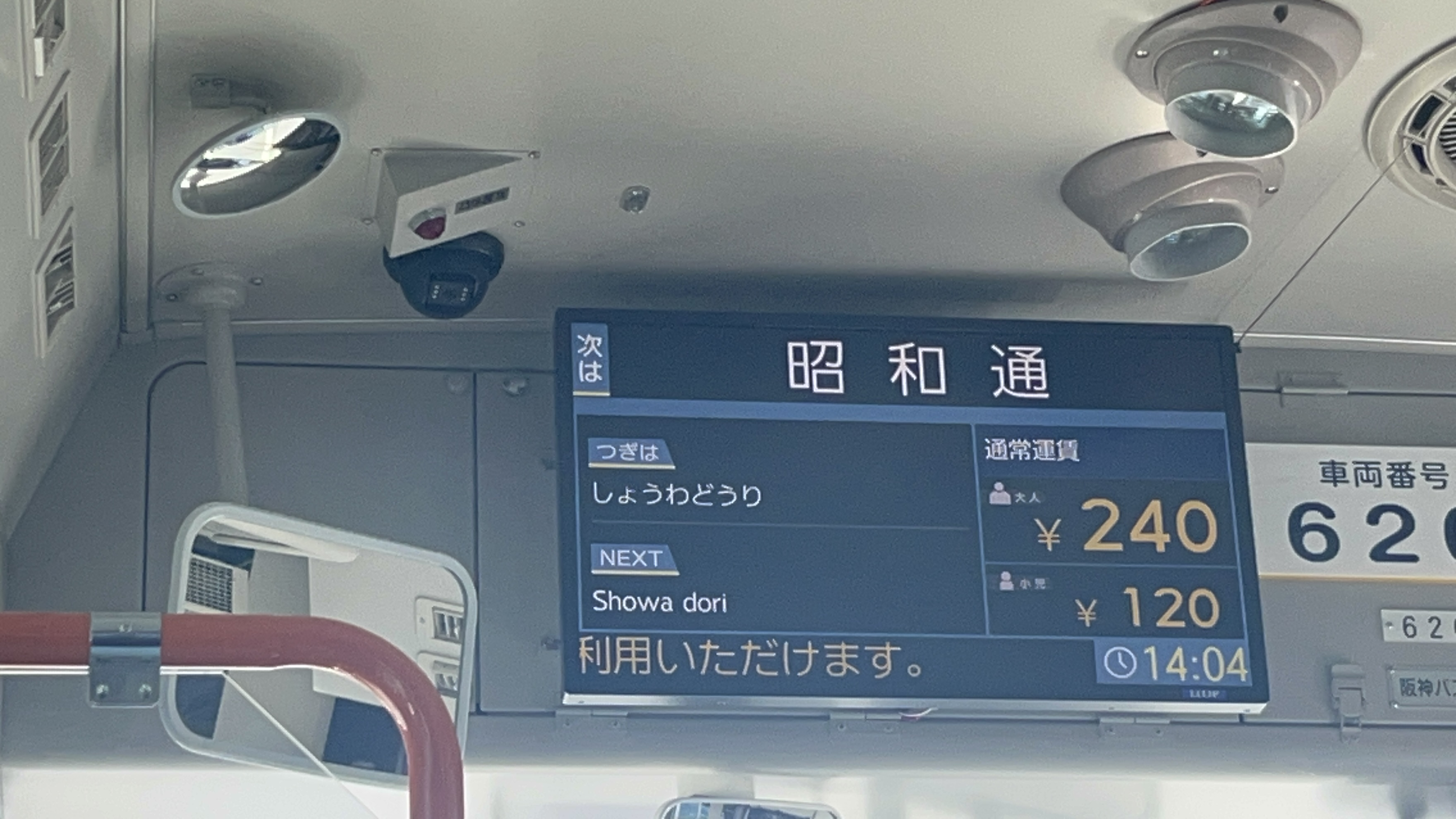
阪神バス昭和通停留所案内
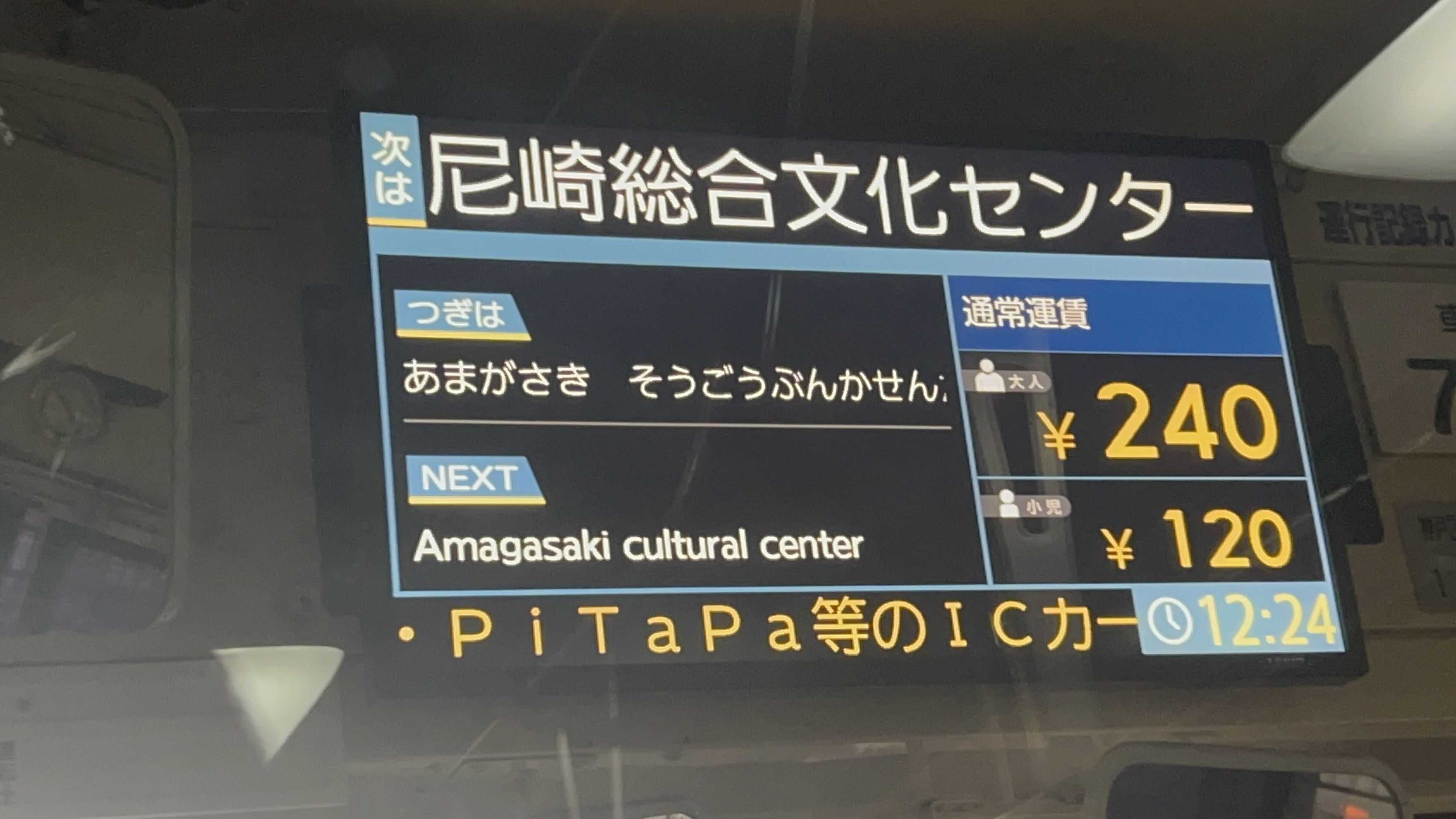
阪神バス尼崎総合文化センター停留所案内

## 校区[3]
| 丁目 | 小学校         | 中学校     |
| ---- | -------------- | ---------- |
| 1    | 難波の梅小学校 | 中央中学校 |
| 2    | 難波の梅小学校 | 中央中学校 |
| 3    | 難波の梅小学校 | 中央中学校 |
| 4    | 難波小学校     | 中央中学校 |
| 5    | 難波小学校     | 中央中学校 |

## 施設

### 2丁目
- 兵庫県立尼崎総合医療センター
- BOOKOFF 尼崎東難波店
- 尼崎市立中央北生涯学習プラザ
- 尼崎市立あまよう特別支援学校
- スシロー 尼崎東難波店

### 3丁目
- ローソン 尼崎東難波三丁目店
- 浄徳寺
- 難波八幡神社
- 浄元寺

### 4丁目

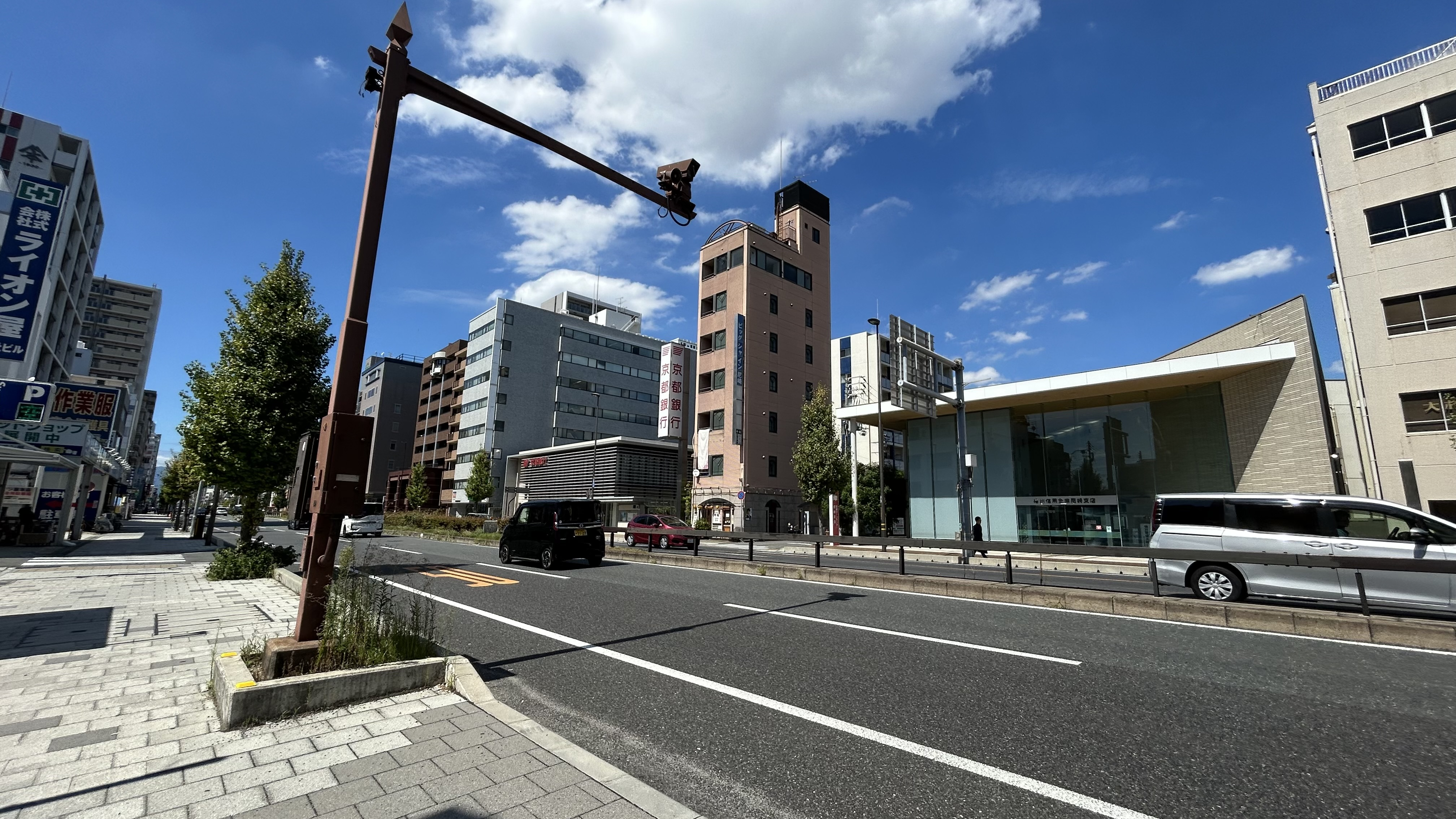
5丁目

- ミニストップ 尼崎東難波４丁目店
- ローソン 尼崎東難波町四丁目店
- 神戸地方法務局 尼崎支局
- 尼崎市立難波小学校

### 5丁目
- 万代 尼崎難波店
- 安藤病院
- ファミリーマート 昭和通四丁目店
- ファミリーマート 尼崎東難波町店
- 尼崎難波郵便局
- 難波新町公園
- 京都銀行 尼崎支店
- なか卯 尼崎昭和通店